# Westlife
I Westlife sono una boy band irlandese diventato molto popolare in tutta Europa. Il gruppo attualmente è composto da Shane Filan, Markus Feehily, Kian Egan e Nicky Byrne. Hanno un totale di tredici uscite di album principali, dodici dei quali sono album in studio. Cinque album sono in cinque pezzi e otto in quattro. Il gruppo è diventato famoso con il loro album di debutto in studio omonimo internazionale, Westlife (1999). È stato seguito da Coast to Coast (2000), World of Our Own (2001), Unbreakable - The Greatest Hits Vol. 1 (2002) e Turnaround (2003), che hanno continuato il successo del gruppo in tutto il mondo. Prima dell'inizio del loro Turnaround Tour nel 2004, uno dei membri originali, Brian McFadden, lasciò la band. I quattro membri rimanenti hanno continuato come gruppo a pubblicare i loro album di copertina Allow Us to Be Frank (2004) e The Love Album (2006) e gli album in studio Face to Face (2005) e Back Home (2007). Dopo una pausa di registrazione in studio per quasi un anno nel 2008, si sono raggruppati e hanno pubblicato gli album in studio Where We Are (2009), Gravity (2010) e la compilation Greatest Hits (2011). Dopo otto anni, il gruppo del quartetto ha pubblicato il suo undicesimo album in studio, Spectrum, nel 2019.
La band ha venduto oltre 55 milioni di dischi. Sono i detentori dei seguenti Guinness World Records: primi a ottenere sette singoli consecutivi al numero uno nel Regno Unito, la maggior parte delle apparizioni pubbliche in 36 ore da un gruppo pop, la maggior parte dei singoli debuttano al numero uno della classifica britannica vendendo gruppo di album nel Regno Unito nel XXI secolo.
I Westlife sono uno dei gruppi musicali di maggior successo di tutti i tempi, tra gli artisti di più alto profilo nella cultura popolare degli anni 2000 nella maggior parte dei territori in tutto il mondo e una delle poche boy band ad avere continuato il successo dopo il loro picco commerciale. Nella boy band più venduta di tutti i tempi, sono attualmente all'ottavo posto in tutto il mondo insieme alla boy band irlandese più venduta nella storia a livello globale.
La pop band ha ricevuto numerosi riconoscimenti tra cui un World Music Award, due Brit Awards, quattro MTV Awards, quattro Record of the Year Awards, con un totale complessivo di 91 premi e 20 nomination finora. Come atto dal vivo, i Westlife hanno venduto 5,5 milioni di biglietti per concerti in tutto il mondo dai loro quattordici tour. Detengono ancora il record per il maggior numero di spettacoli giocati alla SSE Arena, Belfast e alla SSE Arena, Wembley. Li rende il più grande spettacolo in arena di tutti i tempi nel Regno Unito. Hanno esaurito il Croke Park Stadium nel loro paese d'origine in cinque minuti da record. Il loro quattordicesimo e ultimo tour di concerti si chiama Stadiums in the Summer Tour.

## Storia del gruppo

### La nascita e gli inizi

#### Gli esordi (1997-2000)

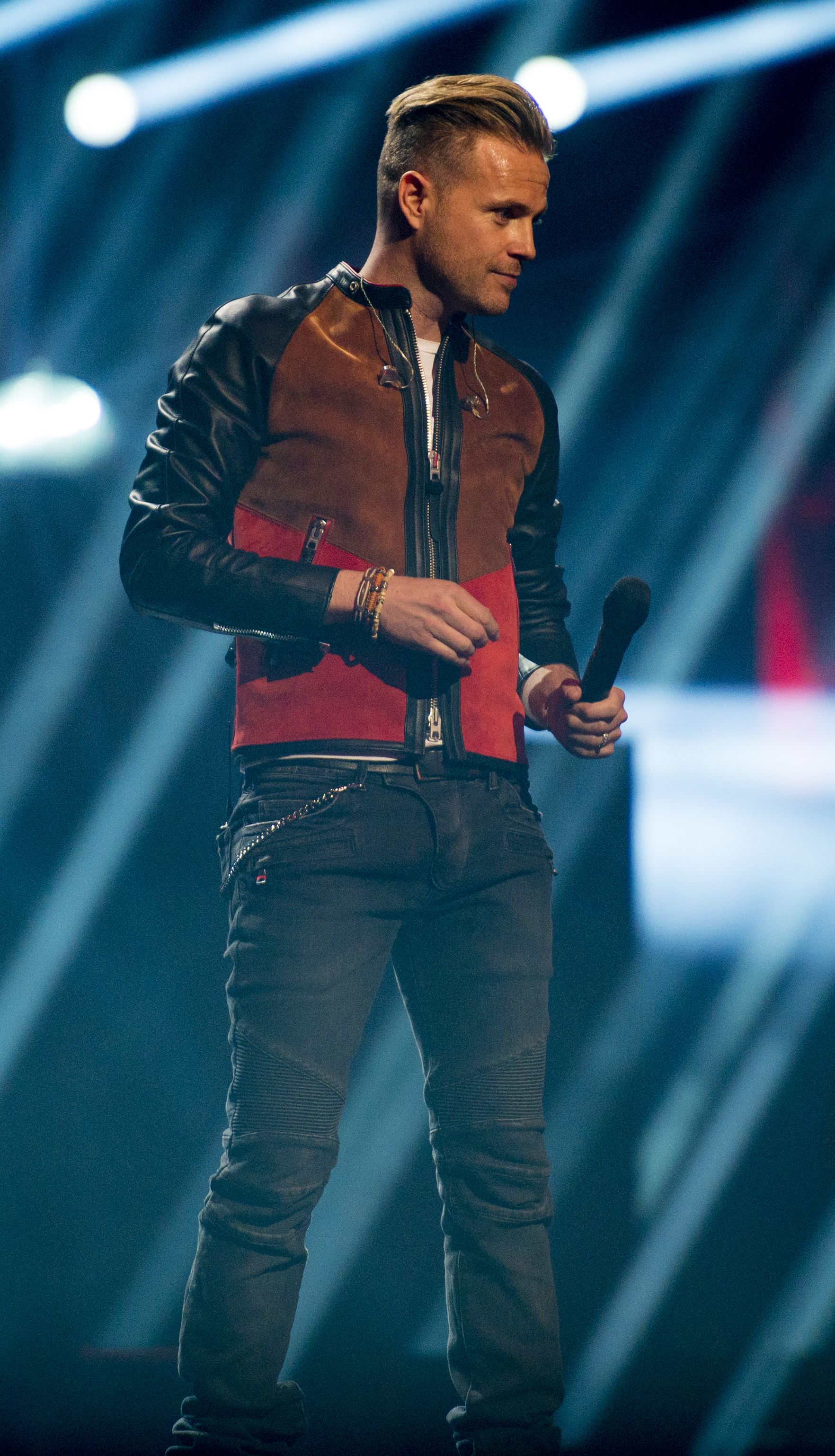
Nicky Byrne dal vivo nel 2016

Il gruppo, nato come boy band ufficialmente il 3 luglio 1998 con il nome di Westside, poi cambiato poco dopo in Westlife, ha riscosso un enorme successo in Europa, Asia e Australia, mentre negli Stati Uniti ebbe un buon successo solo con il loro singolo d'esordio Swear It Again. Nel corso della loro carriera hanno venduto oltre 40 milioni di dischi. Alla formazione del gruppo, hanno contribuito i produttori e manager Simon Cowell e Louis Walsh, quest'ultimo già mentore dei Boyzone.
Partiti come quintetto nel 1998, riscossero un discreto successo aprendo a boy-band già acclamate come i Backstreet Boys e i Boyzone nel corso del 1998.
Il gruppo ha esordito nell'aprile 1999 con l'EP Swear It Again, che è entrato immediatamente nelle classifiche irlandesi e britanniche, ma anche statunitensi e di altri Paesi. Nel novembre dello stesso anno venne pubblicato i loro primo album, intitolato Westlife, che andà al primo posto in Irlanda e al secondo nel Regno Unito.

#### Coast to Coast,World of Our OwneTurnaround(2000-2003)
Nel 2000 il gruppo ha duettato con Mariah Carey in una versione di Against All Odds (Take a Look at Me Now) di Phil Collins. Questo duetto ha anticipato l'uscita del loro secondo album, Coast to Coast, che contiene canzoni di successo come My Love. L'album diventa il primo più venduto dell'anno nel Regno Unito, nonché il quarto in tutto il mondo.
Nel febbraio 2001 si imbarcano per il loro primo tour mondiale. Nel novembre dello stesso anno esce il loro terzo album, World of Our Own, da cui viene estratta, tra le altre, la cover di Uptown Girl di Billy Joel. Anche questo album si piazza al numero uno della settimana non appena rilasciato.
Nel 2002 è la volta del loro second tour mondiale, promozionale per l'album appena rilasciato. Nel giugno dello stesso anno raggiungono il traguardo del milione di copie vendute in Irlanda, venendo premiati con una targa celebrativa. Nel novembre viene rilasciata la prima Greatest Hits, Unbreakable - The Greatest Hits Vol. 1 , che contiene anche l'inedita Unbreakable.
Il 2003 è l'anno dell'Unbreakable World Tour.  Nel novembre dello stesso anno è anche la volta del quarto album in studio (quinto considerando la raccolta), Turnaround. Anticipato dal singolo Hey Whatever, pubblicato nel settembre, anche quest'album viene premiato. Da quest'album viene estratta come singolo, tra le altre, una cover di Mandy, singolo di Barry Manilow del 1973.

### I Westlife in 4, lo scoglimento e il ritorno

#### L'abbandono di McFadden, raccolte di cover,Face to FaceeBack Home(2004-2007)
Il 9 marzo 2004, due settimane prima dell'inizio del loro tour dedicato all'album, Brian McFadden lascia il gruppo per motivi personali. La loro ultima esibizione in cinque membri è del 27 febbraio precedente. Diventati un quartetto, si imbarcarono nel Turnaround Tour. L'8 novembre successivo pubblicarono un album di cover, Allow Us to Be Frank , il primo senza McFadden. Quest'album presentava parecchie cover del cantante Frank Sinatra.
All'inizio del 2005 si imbarcano per il The Number Ones Tour  mentre a novembre dello stesso anno viene pubblicata la cover di You Raise Me Up, anticipatoria del loro nuovo album Face to Face, che si classifica nuovamente primo nel Regno Unito. Anch'esso viene accompagnato da un tour, il Face to Face Tour, che termina nel settembre 2006.
A fine 2006 viene rilasciato il concept album The Love Album , da cui viene estratto il singolo The Rose., anch'esso al numero 1 nel Regno Unito. Il 5 novembre 2007 viene rilasciato l'album Back Home , da cui viene estratto anche il singolo Home, cover della canzone di Michael Bublé dell'anno precedente. Il Back Home Tour prende luogo nel corso del 2008.

#### Where we Are,Gravitye lo scioglimento (2008-2012)
Il 2008 marca il decimo anniversario della band, celebrato con un concerto speciale a Croke Park , impianto di Dublino, del 24 novembre. La band annunciò inizialmente una pausa dopo l'anniversario, tuttavia nel novembre 2009 venne rilasciato un nuovo album, Where we Are,  anticipato dal singolo What About Now, uscito in ottobre.
Esattamente un anno dopo viene pubblicato il singolo Safe, che anticipa l'album Gravity, uscito nel novembre 2010 e prodotto interamente da John Shanks. Nel marzo 2011 fino ad ottobre partono per il Gravity Tour, che comprende anche tappe in Africa e Asia. Inoltre, nel corso del 2011 il gruppo annuncia l'addio dalla Syco a causa della decisione, da parte dell'etichetta, di non pubblicare un secondo singolo estratto da Gravity. La band quindi si accasa alla RCA Records e pubblica il Greatest Hits nel novembre dello stesso anno, che contiene l'inedito singolo Lighthouse.
Nell'ottobre 2011, terminato il tour mondiale, viene annunciato lo scioglimento del gruppo avvenuto in maniera amichevole. L'ultimo concerto, davanti a 82.000 spettatori, viene effettuato al Croke Park Stadium di Dublino il 23 giugno 2012. Questo concerto d'addio è stato proiettato in oltre 300 cinema nel Regno Unito.

#### Il ritorno conSpectrumeWild Dreams(2018-)
Nell'ottobre 2018 un video è stato pubblicato sulle piattaforme ufficiali dei social media di Westlife, annunciando la riunione del gruppo, sempre a quattro, in quanto McFadden ha dichiarato di aver sempre mantenuto le distanze del gruppo dal suo abbandono nel 2004.
Il 10 gennaio 2019 viene rilasciato il loro primo singolo dallo scioglimento, Hello My Love. Tornano ad esibirsi per la prima volta il giorno successivo, al Graham Norton Show. Il 22 maggio si imbarcano nel loro tour di ritorno, il The Twenty Tour.
Il 15 novembre seguente esce il loro nuovo album, Spectrum, già anticipato a marzo dal singolo Better Man.
Nel 2020 viene annunciato l'inizio dello Stadiums in the Summer Tour, poi posticipato a causa del COVID al 2022 e terminato nel 2024 ed andato a chiamarsi Wild Dreams Tour, proprio perché, il 26 novembre 2021, viene rilasciato il loro nuovo album, intitolato Wild Dreams.
Il 12 aprile 2024 partono per il With Love Tour. svoltosi principalmente in Cina.

## Formazione

### Attuale
- Shane Filan (1998-2012, 2018-oggi)
- Nicky Byrne (1998-2012, 2018-oggi)
- Kian Egan (1998-2012, 2018-oggi)
- Mark Feehily (1998-2012, 2018-oggi)

### Ex componenti
- Brian McFadden (1998-2004)

## Discografia

### Album in studio
- 1999 - Westlife
- 2000 - Coast to Coast
- 2001 - World of Our Own
- 2003 - Turnaround
- 2004 - Allow Us to Be Frank
- 2005 - Face to Face
- 2006 - The Love Album
- 2007 - Back Home
- 2009 - Where We Are
- 2010 - Gravity
- 2019 - Spectrum
- 2021 - Wild Dreams

### Raccolte
- 2002 - Unbreakable - The Greatest Hits Vol. 1
- 2011 - Greatest Hits

### Singoli
- 1999 - Swear It Again
- 1999 - If I Let You Go
- 1999 - Flying Without Wings
- 1999 - I Have a Dream / Seasons in the Sun
- 2000 - Fool Again
- 2000 - Against All Odds (con Mariah Carey)
- 2000 - My Love
- 2000 - What Makes a Man
- 2001 - I Lay My Love On You
- 2001 - Uptown Girl
- 2001 - When You're Looking Like That
- 2001 - Queen of My Heart
- 2002 - World of Our Own
- 2002 - Bop Bop Baby
- 2002 - Unbreakable
- 2002 - Tonight/Miss You Nights
- 2003 - Hey Whatever
- 2003 - Mandy
- 2004 - Obvious
- 2005 - You Raise Me Up
- 2005 -  When you tell me that you love me (con Diana Ross)
- 2006 - Amazing
- 2006 - The Rose
- 2007 - Home
- 2008 - Us Against The World
- 2008 - Something Right
- 2009 - What About Now
- 2010 - Safe
- 2011 - Lighthouse
- 2019 - Hello My Love
- 2019 - Better Man
- 2019 - Dynamite
- 2019 - My Blood
- 2021 - Starlight
- 2021 - My Hero